# Michele Prisco
Michele Prisco (n. 18 ianuarie 1920, Torre Annunziata, Campania, Italia – d. 19 noiembrie 2003, Napoli, Italia) a fost un scriitor italian.
A câștigat Premiul Strega în 1966 pentru Una spirale di nebbia.